# Direction spéciale de la RUC
La direction spéciale de la RUC était la branche spéciale de la Police royale de l'Ulster et était fortement impliquée dans l'effort de l'État britannique pendant les troubles, en particulier contre l'armée républicaine irlandaise provisoire. Il a travaillé en étroite collaboration avec le MI5 et l'Intelligence Corps. La RUC a été critiquée pour la gestion de ses agents au sein des organisations paramilitaires, y compris de la part d'autres officiers de la RUC. Nommé en 1984 pour enquêter sur les allégations d'une politique de "tirer pour tuer" de la RUC, l'ancien chef de police adjoint de la police du Grand Manchester, John Stalker, a déclaré qu'il "n'avait jamais connu... une telle influence sur l'ensemble d'une force de police par un petite section" en ce qui concerne la branche spéciale.